# 今敏
今敏（日语：／ Kon Satoshi，1963年10月12日—2010年8月24日）是日本動畫導演、動畫師、編劇和漫畫家，同時也是日本動畫從業人員協會會員。今敏出生於北海道札幌市，自武藏野美術大學造形研究科視覺傳達設計系畢業後，先是以漫畫家的身分出道。今敏早期主要跟隨大友克洋的工作團隊，曾因而擔任過電影的共同編劇，他也在這個時候接觸動畫工作。除了和大友克洋有著密切交流外，他在1993年時曾與押井守合作製作《機動警察Patlabor 2 the Movie》。今敏在參與多部動畫作品的製作後，決定自己執導動畫電影，动画制作部分由MADHOUSE負責。
1997年今敏發表他的第一部動畫長篇作品《藍色恐懼》，在這部驚悚片中他以極為寫實的風格傳達故事內容。透過處理日本偶像文化的題材，今敏準確地傳達角色的情感以及人們內心的反思，這對當時剛接觸日本動畫作品的西方世界造成轟動。之後他以不屬於任何動畫製作公司的獨立導演身分，分別在2002年發表《千年女優》、2003年發表《東京教父》等重要代表作，而這些作品都由MADHOUSE製作。另外今敏還執導電視系列動畫《妄想代理人》，在作品中他以「鰐淵良宏」作為自己的筆名。2006年，今敏發表了自己最後一部動畫電影《盜夢偵探》，這部電影也讓他在國際影壇獲得廣泛認可。
今敏在其多部作品中處理了不同的題材，不過其中都有個性鮮明但貼近現實生活的人物、角色精神層面的探討描寫以及夢境與現實間的曖昧關係等元素。這讓他成為具有獨特創作風格的日本動畫導演，並在國際間獲得眾多獎項。除了動畫製作工作外，今敏還協助創立了日本動畫從業人員協會，希望能藉此改善年輕動畫師的工作條件。他的哥哥今剛則是日本流行音樂界著名的吉他手和伴奏音樂家。

## 早年

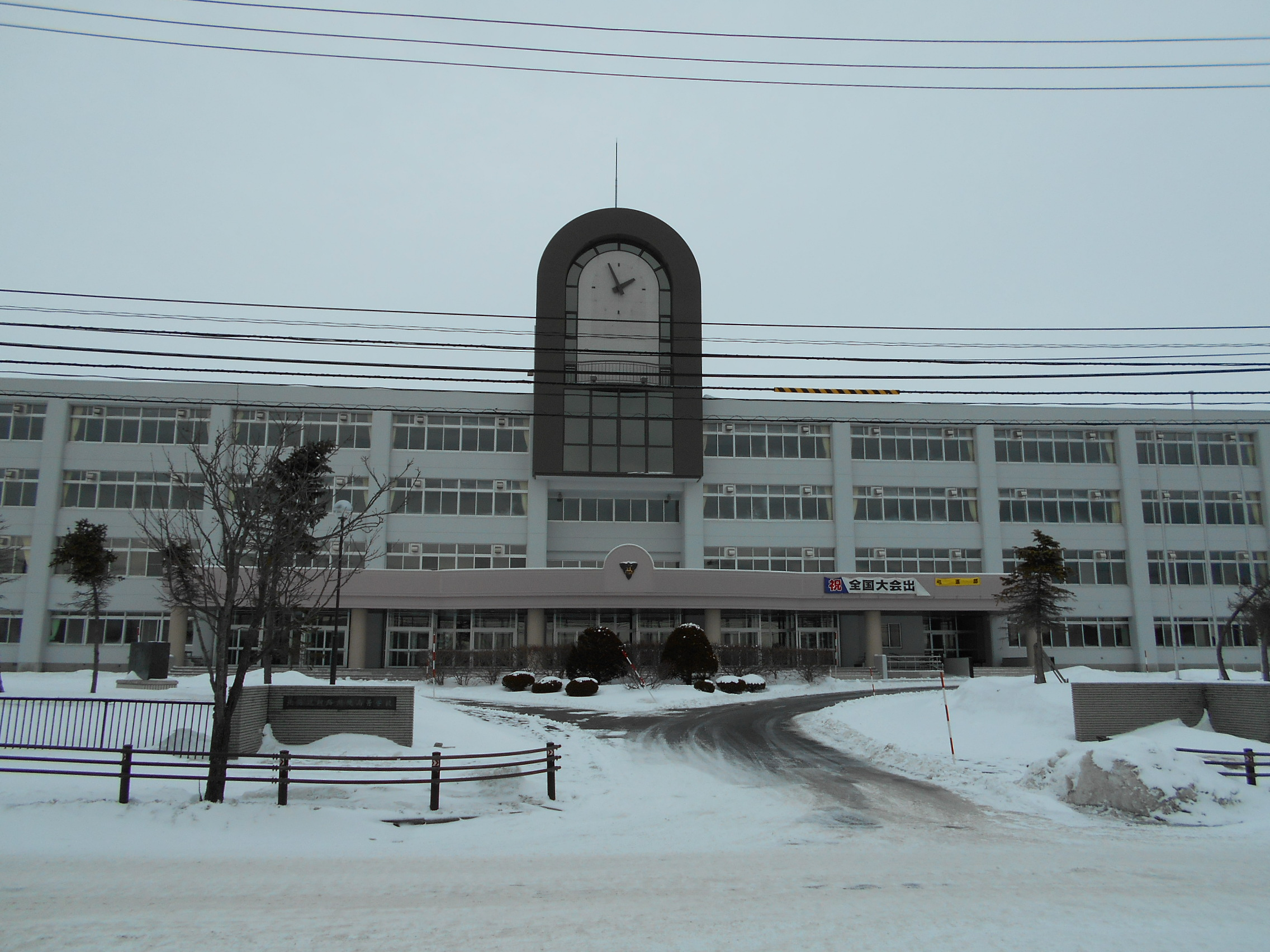
今敏曾經就讀的北海道釧路湖陵高等學校

今敏於1963年10月12日出生在日本北海道札幌市，不過因為父親工作的緣故，使得他4歲到小學四年級期間生活在位於北海道東部的釧路市。爾後又因父親工作遭到調動，今敏在小學四年級到中學二年級的這段期間，全家搬至札幌市生活。在札幌市居住時，他和漫畫家滝澤聖峰是同班同學，後來兩人仍是相當親密的朋友。在中學四年級時，今敏一家又從札幌市搬回到釧路市。之後他就讀北海道釧路湖陵高等學校，畢業前決定要成為一名原畫師。連同往後前往東京都讀書的經歷，這樣不斷來往各處對他後來作品的節奏有很大影響，促成結合想像與現實的作品風格。
今敏在高級中學時便喜歡觀看動畫，特別是1974年的《宇宙戰艦大和號》和《小天使》、1978年的《未來少年柯南》以及1979年的《機動戰士鋼彈》等作品。他也買了很多漫畫作品，其中特別喜歡大友克洋創作的漫畫《童夢》，而成為大友克洋的忠實愛好者。他自己亦受到小說作家筒井康隆的短篇故事影響，甚至以此創作漫畫，這也影響他後來發表的漫畫和動畫風格。1982年從北海道釧路湖陵高等學校畢業後，今敏考上位於東京都郊區的武藏野美術大學造形研究科視覺傳達設計系，主要學習專業設計等領域。大學就讀期間，他對於許多外國電影有著高度興趣，並熱衷閱讀筒井康隆的小說著作。
今敏就讀大學期間先是從漫畫創作開始，1984年他以學生身分向講談社著名的漫畫雜誌《週刊Young Magazine》投稿個人短篇作品《虜》（虜 -とりこ-），並以該漫畫獲得《週刊Young Magazine》舉辦的第10屆年度千葉徹彌賞優秀新人獎項。以此為契機，他在隔年於講談社的雜誌上正式出道成為職業漫畫家，也曾擔任過著名漫畫家大友克洋的漫畫助手。1987年今敏自武藏野美術大學畢業後，講談社於1990年推出今敏個人第一部漫畫單行本《海歸線》（海帰線）。

## 從業

### 早期工作

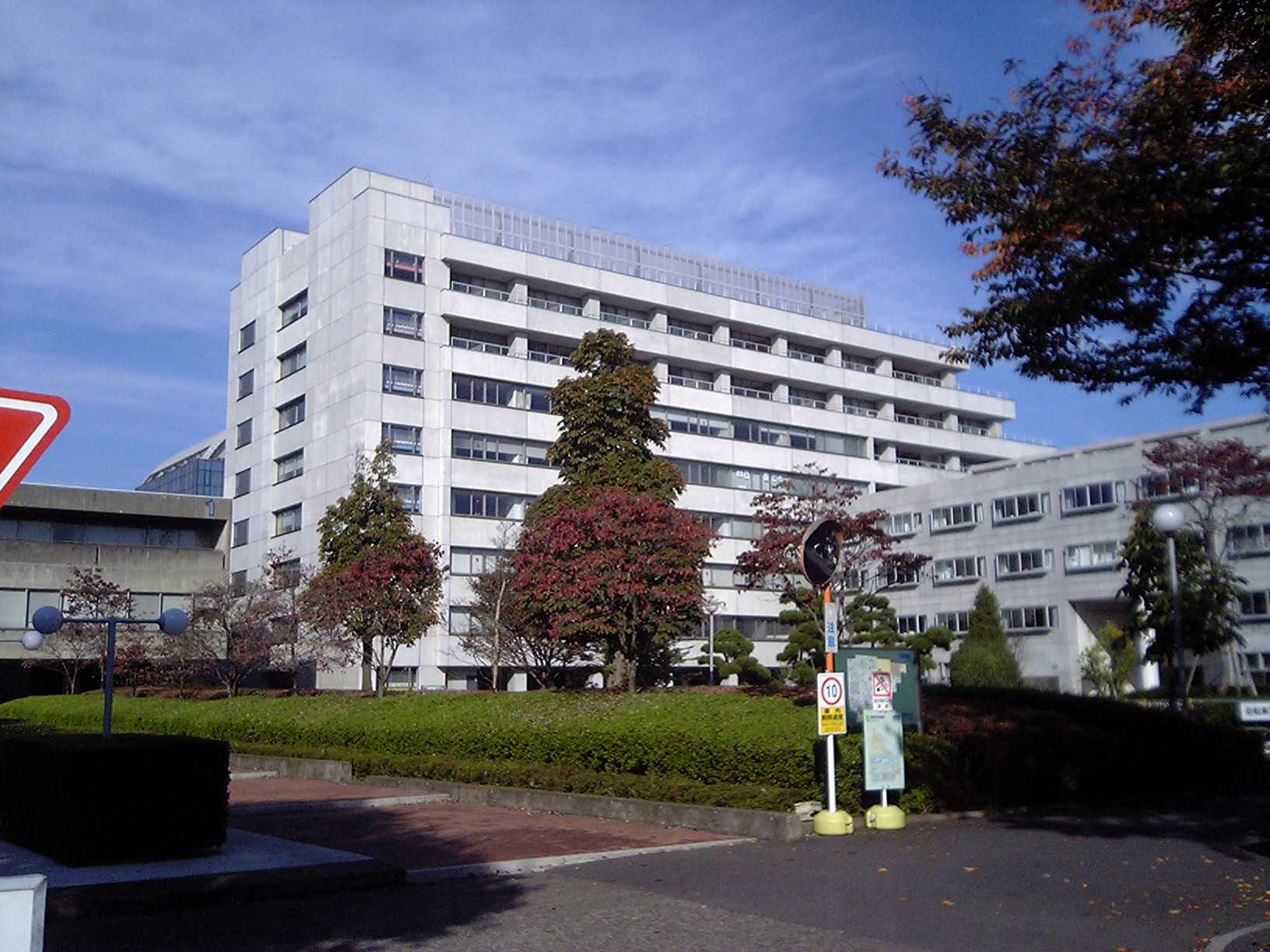
今敏曾就讀的武藏野美術大學

1990年，今敏擔任大友克洋的動畫電影《老人Z》的美術設定、原畫和構圖，這也是他第一次接觸動畫製作。大友克洋在這部動畫中，也同時擔任原作者、編劇、機械設計三項重要職務，這項工作促使今敏与大友克洋關係更為密切。在這之後，大友克洋先是讓今敏為他拍攝的真人電影《國際恐怖公寓》撰寫故事劇情。1991年，大友克洋則請今敏將其執導的真人電影《國際恐怖公寓》改編成漫畫，透過發行單行本來讓電影增加不少話題性。另外一方面，今敏還在押井守的《機動警察Patlabor 2 the Movie》擔任分鏡構圖，陸續投入動畫電影的製作。
1993年今敏參與了動畫《JoJo的奇妙冒險》的製作工作，分別在第二話擔任原畫；第五話擔任編劇、分鏡和導演；以及第六話擔任構成協力。在原創動畫錄影帶（OVA）《JoJo的奇妙冒險 第三部 星塵鬥士》的《DIO的世界 花京院 結界的死鬥》中，擔任演出的今敏則與後來成為《薔薇少女》導演的同事松尾衡首次認識。1994年時，今敏和押井守合作在德間書店的漫畫雜誌《Animage》上發表《六翼天使2億6661萬3336之翼》，由其負責漫畫繪製的部分，但這部作品最後並未完結。押井守在紀錄片《今敏：造夢魔術師》受訪中透露，當時兩人互有堅持，每次創作會議皆爭執不下，鬧得相當不愉快，隨後只能在未完結的情況下終止合作。在刊載《六翼天使2億6661萬3336之翼》後，今敏逐漸將工作重心放在動畫製作上。
1995年，今敏開始連載新的漫畫作品《OPUS》，但後來因為雜誌休刊而沒有完結。同樣在這一年，今敏在大友克洋擔任總監督、以三部曲方式製作的電影《MEMORIES》中，擔任第一部短片《她的回憶》的動畫編劇、美術設定和構圖。在《她的回憶》這部作品中，今敏第一次使用了幻想和現實間反覆變換作為主要的元素，這在他之後推出的作品中成為重要的表現風格，著重想像和現實相互融合的概念。在發表《她的回憶》後，今敏也開始準備執導下一部動畫電影的計畫，並投入製作工作。

### 擔任導演

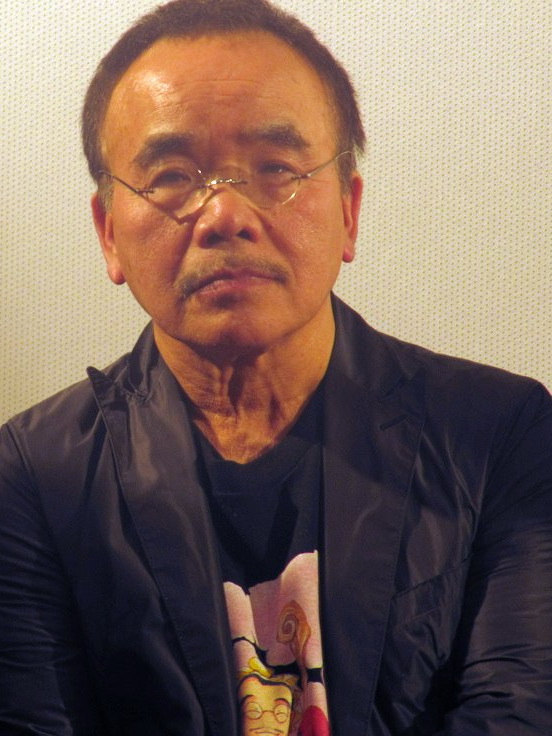
今敏後來和MADHOUSE的創始人丸山正雄成為重要的工作夥伴

1997年，今敏順利推出擔任動畫導演後的處女作《藍色恐懼》，動畫基於小說作家竹內義和創作的同名小說改編而成。這部是MADHOUSE首次製作今敏執導的動畫作品，後來受邀在柏林國際影展作為非競賽影片播放。《藍色恐懼》劇情以一名流行偶像為中心，描寫所發生的一連串懸疑故事。今敏最初不滿意竹內義和的原始劇本，並要求修改原作故事。最後在保证製作主軸須維持小說的偶像、恐怖和跟蹤狂三個要素後，今敏獲准改编脚本内容。電影的劇本後來是今敏和編劇村井貞之共同改寫而成，在這之前村井貞之便以現實世界和想像世界間的模糊邊界為作品題材。
在發表《藍色恐懼》後，作為筒井康隆粉絲的今敏計劃下部電影製作，便是改編過去非常喜歡、筒井康隆在1993年發表的小說《盜夢偵探》。但因為《藍色恐懼》的發行公司雷克斯娛樂（Rex Entertainment）破產，使得這個製作想法被迫拖延；與此同時，些許失意的今敏仍希望下部作品的主題，繼續探索想像與現實的交界，因此轉向製作原創的動畫電影。1999年他開始投入下部電影的創作，並在2000年時製作完成。不過一直到2002年，今敏的的第二部電影《千年女優》才正式上映，還在同年出版了著作《KON'S TONE?「千年女優」之道》（KON’S TONE?「千年女優」への道）。《千年女優》的動畫劇本同樣是今敏和編劇村井貞之共同創作，故事的主軸描寫一名具傳奇色彩的女演員選擇在事業生涯的最高巔峰時，突然神秘地向社會大眾宣布隱退。電影中除了保留虛幻和現實間的無縫連接外，同時還增添了許多視覺陷阱和時間感喪失等概念。
在《千年女優》製作過程中，今敏還首次邀請了他十分喜歡的作曲家平澤進參與音樂製作；後來平澤進持續參與今敏的後續作品，成為今敏的固定音樂製作人。大體上《千年女優》和《藍色恐懼》同樣花費約1.2億日圓的低預算製作，然而前者除了獲得好萊塢知名公司夢工廠破例買下電影版權，由其負責全球總代理外，《千年女優》在電影評價和財務收入上也比前作《藍色恐懼》更為成功。同時《千年女優》也獲得多項獎項，且因為與宮崎駿的《神隱少女》共同獲得2001年度第5屆日本新媒體動漫藝術節的動畫大賞，而讓今敏的名聲更加響亮。
早在2001年，今敏便決定了下一部電影的製作內容；到了2003年，其第三部作品《東京教父》正式上映。《東京教父》的電影劇本是今敏與信本敬子共同創作，故事主軸講述三名無家可歸的露宿者在聖誕節前夕，於東京街頭發現一個棄嬰，三人隨後為了棄嬰而出發尋找她的親生父母。電影將焦點集中在無家可歸的露宿者、被拋棄的嬰兒等社會題材，並用喜劇的方式聯繫各主題的故事發展。《東京教父》花費的製作成本相較於前兩部電影還要來得更多，總計花費約3億日圓的預算。《東京教父》後來和《千年女優》同時入圍2003年第76屆奧斯卡金像獎的奧斯卡最佳動畫片獎第一輪角逐名單，但並沒有獲選至最終入圍名單。

### 獲得歡迎
《東京教父》於2003年正式上映後不久，今敏在同年投入自己首部電視動畫的製作上。2004年，《東京教父》的DVD發售後不久，由今敏初次執導、共計13集的動畫作品《妄想代理人》正式在電視上播出。他在《妄想代理人》的故事內容中，重新強調想像與現實間的交互關係，並加入有關工作等種種社會性題材的描寫。這些故事的來源許多是今敏過去覺得故事和設定不錯，但因沒有適合表現的時機而未採納的電影構想，經長期擱置後將這些想法重新整理，並納入電視動畫製作中。而在經過數年的籌畫和長期的對外宣傳，今敏在2006年推出改編自筒井康隆同名作品的《盜夢偵探》，這也實現了今敏長年以來的構想。
《盜夢偵探》的電影製作獲得原作者筒井康隆的支持，故事中心圍繞在一種新形式的心理治療，能透過儀器分析患者的夢境，進一步治療精神疾病患者。《盜夢偵探》很快便被視為今敏非常成功的電影作品，認為這部作品成功將幻想與現實相互融合的構想表現至極致，也因而獲得多項電影獎項和參加多次影展。這包括獲選成為2006年角逐金獅獎的第63屆威尼斯國際電影節影展競賽片之一，這也是該屆唯一一部入選競賽影片的動畫作品；以及入圍第79屆奧斯卡金像獎最佳動畫片獎的初選名單，但並沒有獲選至最終入圍名單。《盜夢偵探》的故事內容引起多方的討論和解釋，今敏在總結這部電影時表示「一切但根本的故事已經改變」；同時該電影也類似今敏過去的構想，在作品中同樣著重夢境與現實間的互動與影響。
在《盜夢偵探》發表後，今敏於2007年和押井守、新海誠等多位著名的日本導演，共同參與日本放送協會提出的《Ani*Kuri15》製作計畫。《Ani*Kuri15》計畫分成三季播出，並在2007年開始在日本放送協會的節目間插入1分鐘的動畫。今敏便執導當中一個單元，並藉此機會發表1分鐘長的短篇作品《早安》（オハヨウ）。就在同一年，今敏還協助成立日本動畫從業人員協會，並成為該協會的會員。而在短篇動畫《早安》推出後不久，今敏自2009年著手製作他的下一部動畫電影《夢想機械》，這也是他首部為孩童製作、內容較為童趣的動畫。

## 逝世

### 罹癌之後
2010年，今敏開始出現身體不適，同年5月確診罹患晚期胰臟癌。今敏認為這可能是工作期間長期仰賴酒精、咖啡因、尼古丁而工作所造成的結果，考慮醫生診察後告知僅可能存活半年的時間，今敏選擇在自己住家中度過剩餘的人生，並繼續從事更新官方部落格等活動。至此之後，除在部落格上敘述日常生活，他還開始整理身旁物品。不過癌症在確診後數月便迅速惡化，對於自己的病情，今敏還是積極面對。不過他不想讓社會大眾或新聞媒體知道自己的病情發展，部分原因在於對於自己的身體逐漸消瘦、和死後的遺體可能被討論而感到尷尬。
其中他僅在7月23日表示自己已經剃了光頭，並在8月6日時說已經在整理周邊的東西，陸續將其處理或送給他人。在8月17日和8月18日，今敏則在官方網站上發布《夢想機械》的劇組人員向電影愛好者推薦的100部佳片名單。而在8月20日，他還在個人Twitter上更新消息，稱讚《夢想機械》故事中的兩位主角都非常可愛。到了8月23日，今敏在自己的官方部落格上更新日記，並補充之前的電影名單，但仍沒有提到自己身體不舒服或生病的字樣。
2010年8月24日凌晨6時20分，今敏因為罹患胰臟癌而病逝，享年46歲。由於病情惡化的相關消息不曾對外公布，罹患癌症的今敏也常發表近期活動的公開消息，這使得他逝世的消息引起不少人震撼和意外，甚至一度誤傳是因為肺癌逝世。在他逝世後不久，他的家人在隔天下午4時，於今敏的個人部落格上發表生前親自撰寫、題為《再見》的遺書，向長期關注自己和所執導電影的粉絲告知已經病逝的消息；在數千字的文章中提到自己的病情、和家人與朋友的關係以及動畫創作等，並確認死因是胰腺癌。

### 後續發展
最快發表逝世消息者是動畫公司GAINAX的工作人員武田康廣，他在自己的Twitter上表示：「得知今敏先生去世的消息，年僅47歲。今後再也無法和他在吉祥寺的小酒吧相見了，感到十分傷心。」與他合作多年的丸山正雄也說：「如此了不起的導演就這麼去世了......」。今敏逝世後不久，Animax和家庭劇場為了紀念他的貢獻，接連播出今敏曾參與製作的動畫作品。相關人士也舉辦了「今敏導演告別會」（今 敏監督を送る会），包括鈴木慶一、平澤進等曾與今敏合作者都出席告別會。在2010年下半年，今敏被《時代》選為該年度十位逝世的全球偉大人物之一。電影《黑天鵝》導演戴倫·艾洛諾夫斯基還為今敏寫下贊詞以茲紀念，後來贊詞印在回顧今敏的紀念書籍《今敏動畫全工作》（今敏アニメ全仕事）。今敏逝世前主要投入在動畫電影《夢想機械》製作上，這部作品也成為其生前的遺作。
由於《機動警察劇場版3》的導演遠藤卓司在2009年7月也因病逝世，接連動畫製作團隊裡的兩位重要導演逝世，讓MADHOUSE公司內部一度感到不安。2010年11月12日，MADHOUSE宣布將重啟今敏生前未完成、已進入後期製作的《夢想機械》計劃，並由曾多次在今敏作品中負責角色設定和作畫監督的板津匤覧擔任代理導演投入作品的製作工作，但並未公布電影正式的上映日期。不過在2012年舉辦的OTAKON 動漫展中，MADHOUSE創始人丸山正雄表示：「不幸的是，我們還沒有足夠的錢。我個人的目標是他逝世後，在5年內完成這部作品，我仍然努力實現這個目標。」至2013年，《夢想機械》仍無法確定能否完成，主要原因是製作方在募資層面遭遇困難，在1,500個畫面中只有600個分鏡已經製成動畫。
製作人丸山正雄在2016年的訪談中提到：「我在今敏過世後的四到五年間，曾一心堅持著到處找人來接手、完成他的遺作。當時腳本與分鏡都早已完成，連原畫都做好一部分了。但，就算有人真能模仿今敏的風格，做出來的也不過就是仿作而已，沒辦法有今敏的味道。我舉個例子，若讓細田守來接下導演，我相信成品也一定會很好看。但這樣的電影，就會是細田守的了，並不是今敏的。做夢機器只能是今敏的作品，我們不該只是為了完成作品，而在各種地方進行妥協。與其這麼做，不如放棄完成它...我花了好多年，才得到這個苦澀的答案。比起硬是要完成這份遺作，我更傾向讓人來接手今敏的原作構想，將其改編成動畫電影。這樣的話，完成的電影就會100%是那個導演的作品了。我願意幫忙完成這樣的計劃，除此之外也想拍部今敏的紀錄片。」
2018年8月，丸山正雄表示《夢想機械》的製作依舊處於停滯狀態，因為當今日本動畫界找不到和今敏相當的導演。
今敏逝世10年後，法國紀錄片導演帕斯卡-艾力克斯 文森特採訪細田守、押井守、沖浦啟之、丸山正雄、安藤雅司、林原惠、岩男潤子、村井貞之、《黑天鵝》導演戴倫·艾洛諾夫斯基、《蜘蛛人：新宇宙》羅德尼・羅斯曼、《隻手探險》導演傑赫米·克拉潘（英語：Jérémy Clapin）等數十位影壇人士，還有今敏的家屬與同事，製成紀錄片《今敏：造夢魔術師》，這部紀錄片後來在2021年第74屆坎城影展經典單元特別放映

## 風格

### 動畫製作

今敏所創作的各個作品

今敏在發想《千年女優》、《東京教父》、《妄想代理人》等原創作品時，會先從故事表現開始思考，判斷內容是否適合採取電影呈現的方式，而不會直接將電影視為敘述故事的手法。而如果是《盜夢偵探》等有可供參考的作品時，今敏仍然不會完全忠實於故事的發展，而會另外加入自己的詮釋。今敏經常和村井貞之、信本敬子、水上清資等編劇共同推敲故事的走向，然後向負責動畫製作的MADHOUSE公司提交計畫案，一旦獲得通過後便開始創造各式的作品設定。不過在《妄想代理人》中，擔任作畫監督和角色設定的安藤雅司扮演著非常重要的角色。原因在於依照原本製作的流程完成故事架構後，透過安藤雅司的居中協調，可以讓其他編劇在個別話數中保留一些額外的插曲。
當作品的構想完成後，製作流程便進入逐步繪製動畫分鏡的階段，這個過程需要1年半至2年的時間。許多MADHOUSE主要的工作人員都長期參與今敏執導的作品製作，包括美術總監池信孝、音效指導三間雅文以及音樂製作人平澤進等人。整個製作成本大約是幾億日圓，然而相較於常見日本動畫的製作預算來說，這樣的成本花費仍然是偏少。對於動畫成本問題，今敏自己曾表示過：「在低預算的情況下製作出高品質的作品，實際上是工作人員的禮饋。」

### 類型影響
今敏在接受訪問時表示自己文學方面，受到科幻小說作家菲利普·狄克的許多影響，不過對於筒井康隆的作品印象相當深刻。他在高級中學畢業前，亦看過許多漫畫和動畫，並深深影響後續的創作。他特別喜歡1974年的《宇宙戰艦大和號》、1978年的《未來少年柯南》和《銀河鐵道999》、以及1979年的《機動戰士鋼彈》，另外大友克洋創作的漫畫作品《童夢》也給他許多靈感。歐美國家拍攝的電影亦對今敏產生了種種影響，其中讓他獲得啟發的重要作品有喬治·羅伊·希爾在1972年執導的《第五屠場》，他形容這部電影帶給他許多震撼，另外他也喜歡馬克·卡羅和在1995年執導的《驚異狂想曲》。電影導演泰瑞·吉連的作品也深深影響著今敏的創作，他特別喜歡吉連在1981年執導的《時光大盜》、1985年執導的和1988年執導的《終極天將》。除了泰瑞·吉連外，今敏也在部落格上提到曾觀賞過英國超現實幽默表演團體「蒙提·派森」的演出。
同時他也受到一部分日本電影的影響，今敏便非常喜歡電影導演黑澤明的作品，甚至在製作《盜夢偵探》時故意安排和黑澤明相像的角色；儘管他曾表示並不常接觸一般的日本電影，但在接受採訪時強調自己的作品是「日本的」作品。今敏認為自己基本上受到以美國電影為首的西方電影影響，希望參考這些結構性強、故事簡潔且容易理解的電影，進一步形成自己的電影風格。不過雖然深受美國電影影響，他認為自己的電影風格卻出乎意料地具有東方世界的味道。
今敏還是自己電影的音樂製作人平澤進的熱衷粉絲，這些音樂作品也對他的電影創作帶來許多影響。他曾公開表示自己除了收藏電影原聲帶外，也曾前往觀賞平澤進的現場表演，平常家中播放的背景音樂也都是平澤進的曲子。根据今敏本人的意愿，在他的告别式上使用了平泽进的音乐，而在出棺时播放了平澤進為《千年女優》創作的主題曲《旋轉》。

### 作品分析
當被問到對於女性角色的興趣時，今敏指出女性角色更容易描寫，因為他不知道男性角色如何以同樣方式呈現，並認為「這可以投射我迷戀上的角色，並擴展我想要形容的部分」。蘇珊·納皮爾則在參考《東京教父》的故事框架後，指出有關男性凝視的概念是需要更深入探討的議題，而她認為今敏的作品風格中存在著明顯的共性。納皮爾表示今敏在電影凝視部分的改變，從原本在《她的回憶》和《藍色恐懼》中使用的限制性和消極性的凝視，在《千年女優》中轉變為共同的注目，到了《東京教父》則是朝向沉浸於不確定性和幻想的新角度進行。
對於今敏的作品表現，迪恩·德布洛斯表示：「今敏透過手繪方式探索社會汙點和人類心靈，揭示了我們自身的複雜性，用真人電影的方式來做這可能就會失敗。他所揭示的許多是堅韌、熱情的，有時甚至就像噩夢。今敏在他的作品中並沒有迴避成人題材或實拍的情感，他的電影將永遠在『卡通』和我們所知的世界之間那迷人的中間地帶佔有一席之地。」

## 作品

### 執導作品
- 《藍色恐懼》（1997年[64]）
- 《千年女優》（2001年[註 1]）
- 《東京教父》（2003年[註 2]）
- 《妄想代理人》（2004年[註 3]）
- 《盜夢偵探》（2006年[65]）
- 《早安》（オハヨウ，2007年[註 4][66]）
- 《夢想機械》（未完成[註 5]）

### 漫畫作品
除《海歸線》與《國際恐怖公寓》外，均為在今敏過世之後始得以出版單行本。
- 《虜》（虜 -とりこ-，1984年[註 6]）
- 《夢的化石》（夢の化石，1984年至1989年[註 7]）
- 《海歸線》（海帰線，1990年[註 8][73]）
- 《國際恐怖公寓（英语：World Apartment Horror）》（1991年[註 9]）
- 《六翼天使2億6661萬3336之翼（日语：セラフィム 2億6661万3336の翼）》（1995年至1996年[註 10]）
- 《OPUS》（1995年至1996年[註 11]）

### 書籍著作
- 《KON'S TONE?「千年女優」之道》（KON’S TONE?「千年女優」への道，2002年[註 12][84]）
- 《PLUS MADHOUSE 1 今敏》（2007年[85]）
- 《今敏動畫全工作》（今敏アニメ全仕事，2011年[86]）
- 《 “妄想”的产物》（今敏:『KON'S TONE 「妄想」の産物』，2020年 / 九州出版社 2024年）

### 參與作品
- 《阿基拉》（漫畫助手[72]）
- 《國際恐怖公寓（英语：World Apartment Horror）》（編劇，1991年[66]）
- 《老人Z》（美術設定、構圖、原畫，1991年[87]）
- 《跑吧！美樂斯（英语：Hashire Melos!）》（構圖、原畫，1992年[66]）
- 《機動警察劇場版Ⅱ》（構圖，1993年[66]）
- 《JoJo的奇妙冒險-星塵鬥士》第2話（原畫）、第5話（編劇、分鏡、導演）、第6話（構成協力，1994年）[66]
- 《MEMORIES》（編劇、美術設定、構圖，1995年[66]）
- 《危險調查員》第15話（原畫，1998年）
- 《魔法王國的俏皮小公主（英语：Detatoko Princess）》第2話（原畫，1998年）
- 《人狼 JIN-ROH》（構成協力，2000年[註 13]）

## 外部連結
- （日語）  （页面存档备份，存于）
- （日語）  （页面存档备份，存于）
- （日語）  （页面存档备份，存于）
- （英文） Kon Satoshi （页面存档备份，存于）
- （英文） Satoshi KON （页面存档备份，存于）
- （英文） Satoshi Kon (1963–2010) （页面存档备份，存于）